# Sovetski (Rostov)
|  | Per a altres significats, vegeu «Sovetski». |

Sovetski (en rus: Советский) és un poble (un khútor) de l'óblast de Rostov, a Rússia, que en el cens del 2010 tenia 107 habitants, pertany al districte de Dubóvskoie.